# Врба (Луковица)
Врба (словен. Vrba) је насељено место у општини Луковица, Средњесловенска регија, Словенија.

## Историја
До територијалне реорганизације у Словенији била је у саставу старе општине Домжале.

## Становништво
У попису становништва из 2011. године, Врба је имала 89 становника.
| Број становника према пописима | Број становника према пописима | Број становника према пописима |
| ------------------------------ | ------------------------------ | ------------------------------ |
| 1991                           | 2002                           | 2011                           |
| 92                             | 84                             | 89                             |